# Грінвуд-Вілледж (Колорадо)
Грінвуд-Вілледж (англ. Greenwood Village) — місто (англ. city) в США, в окрузі Арапаго штату Колорадо. Населення — 15 691 особа (2020).

## Географія
Грінвуд-Вілледж розташований за координатами 39°36′57″ пн. ш. 104°54′42″ зх. д. / 39.61583° пн. ш. 104.91167° зх. д. (39.615934, -104.911688). За даними Бюро перепису населення США в 2010 році місто мало площу 21,44 км², з яких 21,41 км² — суходіл та 0,03 км² — водойми.

## Демографія
Згідно з переписом 2010 року, у місті мешкало 13 925 осіб у 5769 домогосподарствах у складі 3810 родин. Густота населення становила 649 осіб/км². Було 6301 помешкання (294/км²).
Расовий склад населення:
| - 87,7 % — білих - 7,2 % — азіатів - 1,6 % — чорних або афроамериканців - 0,4 % — корінних американців - 1,0 % — осіб інших рас |

До двох чи більше рас належало 2,1 %. Частка іспаномовних становила 4,5 % від усіх жителів.
За віковим діапазоном населення розподілялося таким чином: 24,6 % — особи молодші 18 років, 63,7 % — особи у віці 18—64 років, 11,7 % — особи у віці 65 років та старші. Медіана віку мешканця становила 42,1 року. На 100 осіб жіночої статі у місті припадало 97,0 чоловіків; на 100 жінок у віці від 18 років та старших — 92,8 чоловіків також старших 18 років.
Середній дохід на одне домашнє господарство становив 200 451 долар США (медіана — 117 500), а середній дохід на одну сім'ю — 251 562 долари (медіана — 165 813). Медіана доходів становила 111 402 долари для чоловіків та 70 813 долари для жінок. За межею бідності перебувало 4,0 % осіб, у тому числі 3,4 % дітей у віці до 18 років та 2,4 % осіб у віці 65 років та старших.
Цивільне працевлаштоване населення становило 7485 осіб. Основні галузі зайнятості: науковці, спеціалісти, менеджери — 17,9 %, освіта, охорона здоров'я та соціальна допомога — 17,8 %, фінанси, страхування та нерухомість — 16,7 %.

## Економіка
У місті розташовується штаб-квартира компанії Western Union.